# Narnaul
Narnaul é uma cidade  no distrito de Mahendragarh, no estado indiano de Haryana.

## Geografia
Narnaul está localizada a 28° 02′ N, 76° 07′ L. Tem uma altitude média de 298 metros (977 pés).

## Demografia
Segundo o censo de 2001, Narnaul tinha uma população de 62 091 habitantes. Os indivíduos do sexo masculino constituem 53% da população e os do sexo feminino 47%. Narnaul tem uma taxa de literacia de 68%, superior à média nacional de 59,5%: a literacia no sexo masculino é de 76% e no sexo feminino é de 58%. Em Narnaul, 14% da população está abaixo dos 6 anos de idade.